# Бачурины
Бачу́рины — русский дворянский род, происходит от Ивана Евстафьевича Бачурина, внуки которого, Максим и Иван Евстафьевичи, были верстаны поместными окладами в 1685 году. Род Бачуриных записан в VI часть родословной книги Курской губернии.

## Описание герба
В щите, имеющем зелёное поле, изображен барс, идущий в левую сторону.
Щит увенчан дворянскими шлемом и короною со страусовыми перьями. Намёт на щите зелёный, подложенный серебром. Щит держат два воина, вооруженные саблями, а в руках имеют по одной пике. Герб рода Бачуриных внесён в Часть 9 Общего гербовника дворянских родов Всероссийской империи, стр. 112.